# Рупп, Юлиус
Фридрих Юлиус Леопольд Рупп (нем. Julius Rupp; 13 августа 1809 года, Кёнигсберг, Пруссия — 11 июля 1884 года, там же) — немецкий богослов, публицист и преподаватель университета.

## Биография
Фридрих Юлиус Леопольд Рупп родился 13 августа 1809 года в Кёнигсберге в многодетной семье таможенного бухгалтера. Рупп в юности сначала посещал Альтштадтскую гимназию, после окончания школы, с 1827 по 1830 год изучал теологию и философию в Кёнигсбергском университете. По предложению теологического факультета и получив академическую степень «лицентиата», до 1831 года учился на пасторской семинарии в Виттеберге. Выдержал экзамен на степень доктора философского факультета и приобрёл право читать лекции в университетах и на других кафедрах.
Юлиус Рупп скончался в Кёнигсберге 11 июля 1884 года после долгой болезни, почти слепым и лишённым голоса.

## Память

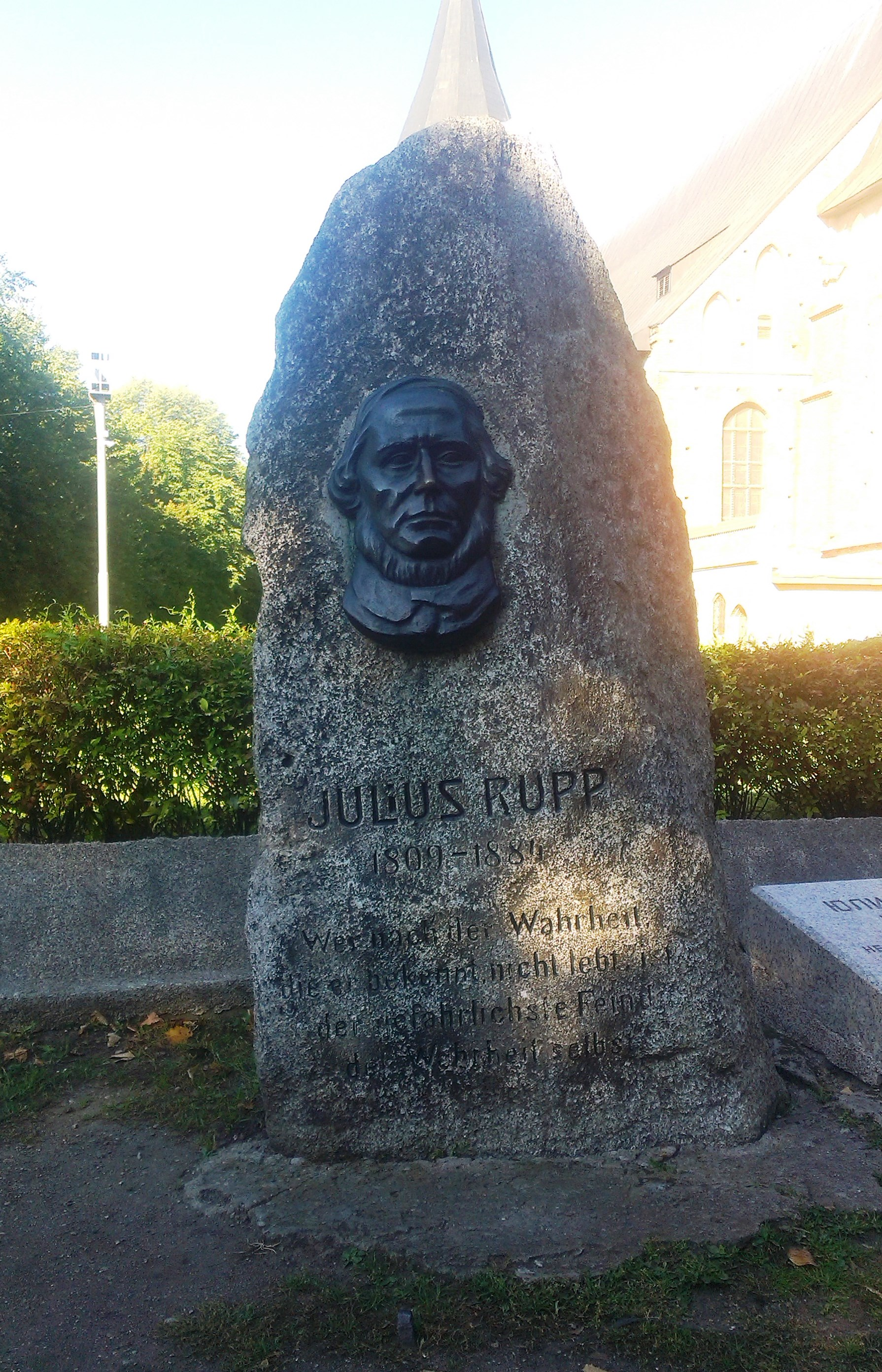
Памятный камень Руппу
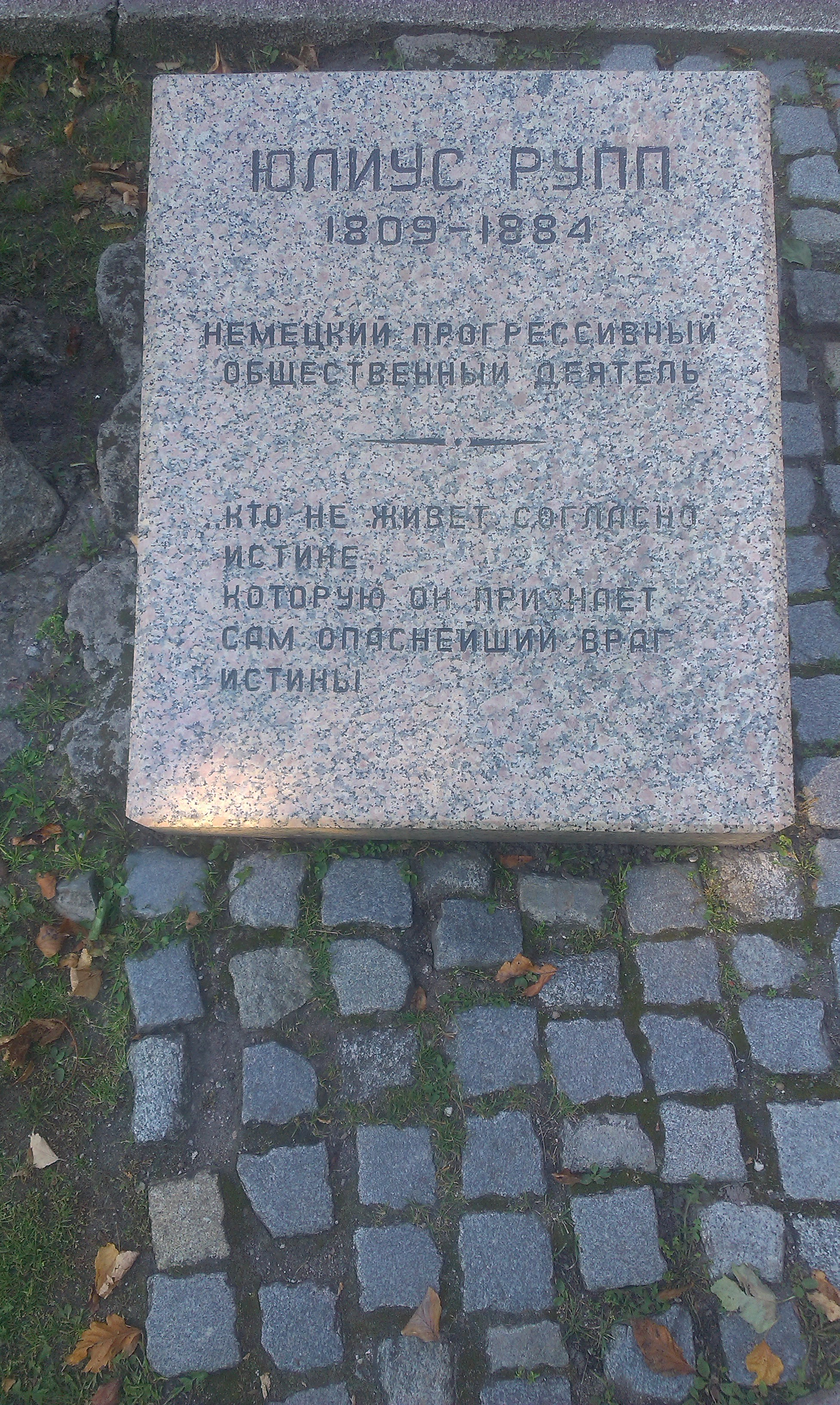
Памятная плита Руппу

В честь 100-летия со дня рождения Руппа, его внучкой Кете Кольвиц был установлен памятный камень на острове Канта.

## Работы
- De Spinozae Philosophia Practica. Assumto Ad Respondendum Socio Adolpho Benecke. Paschke, Königsberg 1832 (Königsberg, Universität, phil. Habilitations-Schrift, 1832).
- Gregor’s, des Bischofs von Nyssa, Leben und Meinungen. Dyk Leipzig 1834.
- Zur Berichtigung der Urtheile über die geschlossene freie Evangelische Gemeinde in Königsberg. Sebstverlag, T. Theile in Commission, Königsberg 1852.
- Von der Freiheit. Ein Zeugnis für das Evangelium. Vom Standpunkte des Protestantischen Dissidententhums. 2 Bände. Selbstverlag, Königsberg 1856.
- Immanuel Kant. Ueber den Charakter seiner Philosophie und das Verhältniß derselben zur Gegenwart. Koch, Königsberg 1857, Digitalisat (PDF; 32 MB).
- Das Sektenwesen und die Freie Gemeinde. Beyer, Königsberg 1859.
- Ueber die Bedeutung der Bibel für den geschichtlichen Fortschritt. Longrien & Leupold, Königsberg 1880 (Separat-Abdruck aus: Theodor Prengel (Hrsg.): Reformblätter, zur Förderung freiheitlicher Entwickelung religiösen Lebens. Nr. 21 und 22, ZDB-ID 1428998-2).
- Predigten. Aus den letzten Jahren seines Lebens. Herausgegeben nach Stenographischen Aufzeichnungen. (Vorrede unterzeichnet: L. Ulrich). Otto Wigand, Leipzig 1890.
- Rupp’s litterarischer Nachlaß nebst Nachrichten über sein Leben. Herausgegeben von P. Schultzky. 3 Theile (in je 12 Heften). Hübner & Matz, Königsberg 1890—1892.
- Der christliche Staat. Neu aufgelegt und aus seinen hinterlassenen Papieren ergänzt. Herausgegeben von Julius Rupp jun. und Lina Rupp. Otto Wigand, Leipzig 1892.
- Briefe 1831-84. Herausgegeben von Lina Rupp. Evangelischer Verlag, Heidelberg 1907.
- Gesammelte Werke in zwölf Bänden. Herausgegeben von Paul Chr. Elsenhans. Diederichs u. a., Jena u. a. 1910—1916 (Bd. 8, Bd. 11, Teilbd. 2 und Bd. 12 ist nicht erschienen).